# Mariti imperfetti
Mariti imperfetti (Bye Bye Love) è un film del 1995 di Sam Weisman, interpretato da Matthew Modine, Randy Quaid e Paul Reiser.

## Trama
Tre grandi amici, ritrovatisi improvvisamente tutti divorziati nello stesso momento delle loro vite, si incontrano periodicamente in un fast food per confrontarsi sulle loro recenti vicissitudini. Dave, lasciatosi alle spalle il suo vecchio ruolo di marito, è diventato un incallito donnaiolo passando da un'amante all'altra. Al contrario, Donny non riesce ancora ad accettare la fine del suo matrimonio. Più battagliero è infine Vic, deciso a rendere la vita impossibile all'ex consorte e al suo nuovo compagno. Tutti e tre, comunque, cercano di stare il più vicino possibile ai loro figli, divenuti la parte più importante delle rispettive esistenze.